# Глен-Гарднер (Нью-Джерсі)
Глен-Гарднер (англ. Glen Gardner) — місто (англ. borough) в США, в окрузі Гантердон штату Нью-Джерсі. Населення — 1682 особи (2020).

## Географія
Глен-Гарднер розташований за координатами 40°42′1″ пн. ш. 74°56′23″ зх. д. / 40.70028° пн. ш. 74.93972° зх. д. (40.700352, -74.939602).  За даними Бюро перепису населення США в 2010 році місто мало площу 3,95 км², уся площа — суходіл.

## Демографія
Згідно з переписом 2010 року, у селищі мешкали 1704 особи в 768 домогосподарствах у складі 434 родин. Було 825 помешкань
Расовий склад населення:
| - 94,5 % — білих - 1,8 % — чорних або афроамериканців - 1,8 % — азіатів - 0,1 % — корінних американців |

До двох чи більше рас належало 1,5 %. Частка іспаномовних становила 5,3 % від усіх жителів.
За віковим діапазоном населення розподілялося таким чином: 21,3 % — особи молодші 18 років, 69,9 % — особи у віці 18—64 років, 8,8 % — особи у віці 65 років та старші. Медіана віку мешканця становила 41,6 року. На 100 осіб жіночої статі у селищі припадало 97,7 чоловіків;  на 100 жінок у віці від 18 років та старших — 91,6 чоловіків також старших 18 років.
Середній дохід на одне домашнє господарство  становив 87 681 долар США (медіана — 61 917), а середній дохід на одну сім'ю — 112 302 долари (медіана — 90 268). Медіана доходів становила 63 295 доларів для чоловіків та 54 375 доларів для жінок. За межею бідності перебувало 7,0 % осіб, у тому числі 4,0 % дітей у віці до 18 років та 6,4 % осіб у віці 65 років та старших.
Цивільне працевлаштоване населення становило 867 осіб. Основні галузі зайнятості: освіта, охорона здоров'я та соціальна допомога — 18,1 %, науковці, спеціалісти, менеджери — 15,1 %, роздрібна торгівля — 14,8 %.